# 憲法紀念日
憲法紀念日（日语：／ Kenpō Kinenbi）是日本的法定假日，日期為每年的5月3日，這個節日是為了紀念於1947年5月3日施行的《日本國憲法》而定立的。同時也是每年日本黃金週中的其中一個假日。
自從《日本國憲法》於1947年5月3日生效後，憲法紀念日一直是日本的法定假日，這天也是一年一度國會議事堂的公眾開放日。由於這個節日彰顯的是憲法的重要性，所以很多時候會選擇在這天反省民主和日本政府的意義。例如，在2003年的這一天，好幾份日本報章的社論都是圍繞着備受關注的日本憲法第九條。

## 另見
- 日本政治
- 日本國憲法